# جاستن كوين
جاستن كوين (بالإنجليزية: Justin Quinn)‏ هو ناقد أدبي وشاعر أيرلندي، ولد في 1968.

## وصلات خارجية
- جاستن كوين على موقع ديسكوغز (الإنجليزية)